# Nogales, Chile
Nogales este un oraș și comună din provincia Quillota, regiunea Valparaíso, Chile, cu o populație de 21.856 locuitori (2012) și o suprafață de 405,2 km2.